# 克羅科托區
6°21′31″S 79°02′08″W / 6.35861°S 79.03556°W
克羅科托區（西班牙語：Distrito de Querocoto），是秘魯的一個區，位於該國北部卡哈馬卡大區的喬塔省，始建於1876年5月14日，面積301.1平方公里，海拔高度2,455米，2005年人口9,804，人口密度每平方公里33人。